# Сланолл
Сланолл — (ірл. — Slánoll) — верховний король Ірландії. Син верховного короля Ірландії Оллама Фотли (ірл. — Ollom Fotla). Час правління (відповідно до середньовічної ірландської історичної традиції): 895–880 до н. е. (відповідно до «Історії Ірландії» Джеффрі Кітінга) або 1257–1241 до н. е. відповідно до хроніки Чотирьох Майстрів. Прийшов до влади після смерті свого брата Фіннахта Білосніжного від чуми. Його прізвище Сланнолл означає Велике Здоров'я (Slán — здоров'я, oll — велике). Так він був названий за те, що в час його правління припинилась страхітлива епідемія чуми. І за час його правління не було жодних моровиць. Правив Ірландією чи то 15, чи то 17, чи то 30 років. Був знайдений мертвим в своєму ліжку в Тарі — столиці давньої Ірландії. Причина смерті так і лишилася загадковою. Трон успадкував його брат Геде Оллгохах (ірл. — Géde Ollgothach). Через сорок років після його смерті його тіло викопав із землі його син Айліль (ірл. — Ailill) і тіло не мало жодних ознак розкладу.